# On Kentucky Soil
On Kentucky Soil è un cortometraggio muto del 1911. Il nome del regista non viene riportato nei credit del film che, prodotto dalla Reliance Film Company, aveva come interpreti James Kirkwood, Marion Leonard.

## Trama
In Kentucky, il vecchio colonnello Goring è un fervente unionista, mentre, allo scoppio della guerra, suo figlio si arruola subito tra i confederati. Una spia dell'Unione che ha passato le linee è costretto, per proseguire la propria missione, a uccidere il giovane Goring. Inseguito e in fuga, la spia trova riparo in casa del colonnello che lo nasconde in un grande cesto. Gli inseguitori non riescono a trovarlo e, mentre sono di partenza, arrivano alcuni soldati che portano in una barella il corpo del giovane Goring. Inorridito dalla consapevolezza di aver salvato l'assassinio del figlio, il colonnello è combattuto tra il sentimento dell'amore che prova verso il paese e quello per il figlio. L'amore paterno vince su tutto. chiude, bloccandone il coperchio, il cesto, poi gli dà fuoco e fugge via. La casa intera diventa una pira e viene distrutta insieme alla fortunata spia.

## Produzione
Il film fu prodotto dalla Reliance Film Company.

## Distribuzione
Distribuito dalla Motion Picture Distributors and Sales Company, il film - un cortometraggio in una bobine - uscì nelle sale statunitensi il 14 gennaio 1911.